# Franz Xaver Wagenschön
Franz Xaver Wagenschön (* 2. September 1726 in Littisch bei Jaroměř, Böhmen; † 1. Januar 1790 in Wien) war ein österreichischer Maler des Rokoko und Klassizismus.

## Leben

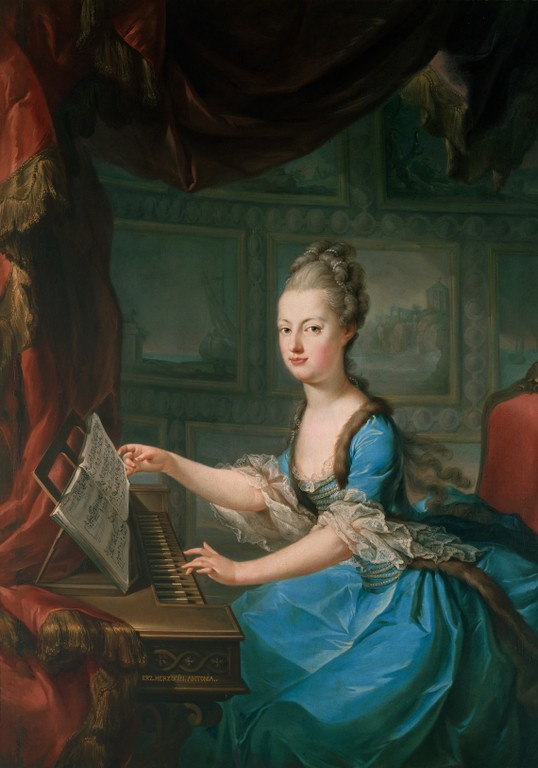
Marie-Antoinette am Spinett, gemalt von Franz Xaver Wagenschön, kurz vor ihrer Heirat 1770

Franz Xaver Wagenschön ging im Jahr 1747 ging nach Wien, um an der dortigen Kunstakademie zu studieren. 1751 wurde er Schüler an der Wiener Akademie, in der er schließlich 1770 als Mitglied aufgenommen wurde. Er war ein Schüler von Paul Troger.
In seinen früheren Jahren malte Wagenschön hauptsächlich Porträts von Adligen, wie auch Ende der 1760er Jahre die Kinder Maria Theresias, allen voran die spätere Königin von Frankreich Marie-Antoinette. In seinen späteren Lebensjahren befasste er sich schließlich mit religiösen und allegorischen Darstellungen, die anfangs noch dem Stil des italienischen Barocks unterstanden.

## Werke
Wagenschön malte Kunstwerke in niederösterreichischen Klöstern und Kirchen, in Poysdorf, Göttweig, Ollersbach, Scheibbs, Purgstall sowie in Tulln. Seine Gemälde findet man unter anderem im Kunsthistorischen Museum und im Belvedere in Wien, in Graz als auch Oberösterreich.
- Seitenaltarbild Tod des hl. Josef mit Oberbild hl. Katharina in der Pfarrkirche Purgstall
- 1763 malte er die Paneele für den goldenen Imperialwagen.
- 1780 Hochaltarbild Mariä Himmelfahrt in der Pfarrkirche Ollersbach